# Seonjo de Joseon

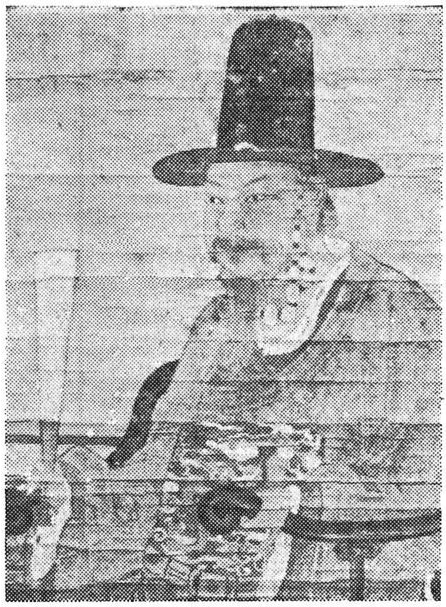
rei Seonjo de Joseon 1592 o 1593

El rei Seonjo governà Corea entre 1567 i 1608 com el catorzè rei de la dinastia Joseon. Durant el seu regnat van tenir lloc les invasions japoneses de Corea convocades per Toyotomi Hideyoshi. Quan l'exèrcit invasor es va acostar a la capital, el rei va fugir cap al nord de Pyongyang fins que l'emperador Wanli de la dinastia Ming va acudir en la seva ajuda.
Després que el rei Seonjo va poder tornar a Seül, va ser el primer a utilitzar Deoksugung com palau principal pel fet que la majoria dels palaus de la ciutat havien estat incendiats durant la guerra.
La seva àvia era la concubina de l'11è rei Jungjong de Joseon. el seu pare Yi Cho, príncep de Deokheung, va ser el novè fill il·legítim del rei Jungjong.